# Park Cho-a
Park Cho-a (hangul: 박초아), även känd som Choa, född 6 mars 1990 i Incheon, är en sydkoreansk sångerska.
Hon har varit medlem i den sydkoreanska tjejgruppen AOA sedan gruppen debuterade 2012.

## Diskografi

### Singlar
| År   | Titel                                                  | Topplacering          |
| År   | Titel                                                  | Sydkorea (Gaon Chart) |
| ---- | ------------------------------------------------------ | --------------------- |
| 2014 | "Words I Couldn't Say Yet" (OST: Bride of the Century) | —                     |
| 2015 | "Don't Be Shy" (av Primary)                            | 10                    |
| 2015 | "That May Be So"                                       | 26                    |
| 2015 | "Flame"                                                | 25                    |
| 2017 | "Sing For U" (med Kim Tae-woo)                         | —                     |
| 2017 | "What More Do You Need to Say"                         | —                     |